# Шалигін В'ячеслав Володимирович
В'ячеслав Володимирович Шалигін (рос. Вячеслав Владимирович Шалыгин, 9 лютого 1968, Новосибірськ) — російський письменник-фантаст, член Ради з фантастичної та пригодницької літератури при Спілці письменників Росії.

## Біографія
В'ячеслав Шалигін народився в Новосибірську в сім'ї медиків. Після закінчення школи він вступив до Новосибірського медичного інституту, проте після першого курсу його призвали на строкову службу до Радянської Армії. У 1988 році він повернувся до вишу. який закінчив у 1993 році. Після закінчення інституту Шалигін нетривалий час працював лікарем, а пізніше зайнявся бізнесом. Ще в шкільні роки В'ячеслав Шалигін робив спроби зайнятися літературною діяльністю, й у кінці 90-х років ХХ століття він вирішив спробувати знову розпочати писати літературні твори. У 1999 році вийшов друком перший роман письменника «Екзамен для гуманоїдів». Надалі В'ячеслав Шалигін продовжив активну літературну діяльність. він є автором більш ніж 20 романів, переважна частина яких об'єднані у 8 циклів творів. Центральне місце в його творчості займає цикл творів «Абсолютний воїн», у якому описується виникнення в майбутньому на основі новітніх технологій раси суперлюдей, які заселили більшість планет і супутників Сонячної системи. У доробку письменника є гумористичний цикл «Мандрівки безногого», детективно-фантастичний цикл «Приватний детектив Вадим Туманов», у доробку письменника є також і фентезійні твори. У 2002 році В'ячеслав Шалигін став членом Спілки письменників Росії, а з 2003 року він став членом Ради з фантастичної та пригодницької літератури при Спілці письменників Росії.

## Вибрана бібліографія

### Цикл «Мандрівки безногого»
- Космос!!! (2006)
- Звезда с одним лучом (2006)
- Крейсер «Безумный» (2006)
- Принцесса помойки (2006)

### Цикл «Абсолютний воїн»
- Бешеный Пёс (2001)
- Глаз павлина (1999)
- Импорт правосудия (2000)
- Война за возрождение (2001)
- Взгляд сквозь солнце (2001)
- Кровь титанов (2002)
- Погоня за удачей (2001)

### Цикл «Воїни зірок»
- Бессмертие наемника (2000)
- Лучшая защита (2004)
- Обаяние амфибий (2006)

### Цикл «Преображенські»
- Чёрно-белое знамя Земли (2007)
- Пятая космическая (2005)
- Железный город (2006)
- Путь с небес (2003)
- Чужое наследие (2004)

### Цикл «Провокатор»
- Провокатор (2009)
- Перебежчик (2010)

### Цикл «Сокіл»
- Охота на сокола (2005)
- Dr. Сокол (2005)
- Миссия Сокола (2006)
- Ярость Сокола (2006)

### Цикл «Приватний детектив Вадим Туманов»
- Инстинкт гнева (2007)
- Формула Вечности (2009)